# Cyrus Thomas
Cyrus Thomas (27 de julio de 1825– 26 de junio de 1910) fue un naturalista, y prominente etnólogo y entomólogo estadounidense durante el siglo XIX, que se distinguió por sus estudios de historia natural del oeste norteamericano. También hizo estudios importantes sobre la escritura maya adelantando significativamente a los conocimientos que en su época se tuvieron sobre la materia.

## Datos biográficos

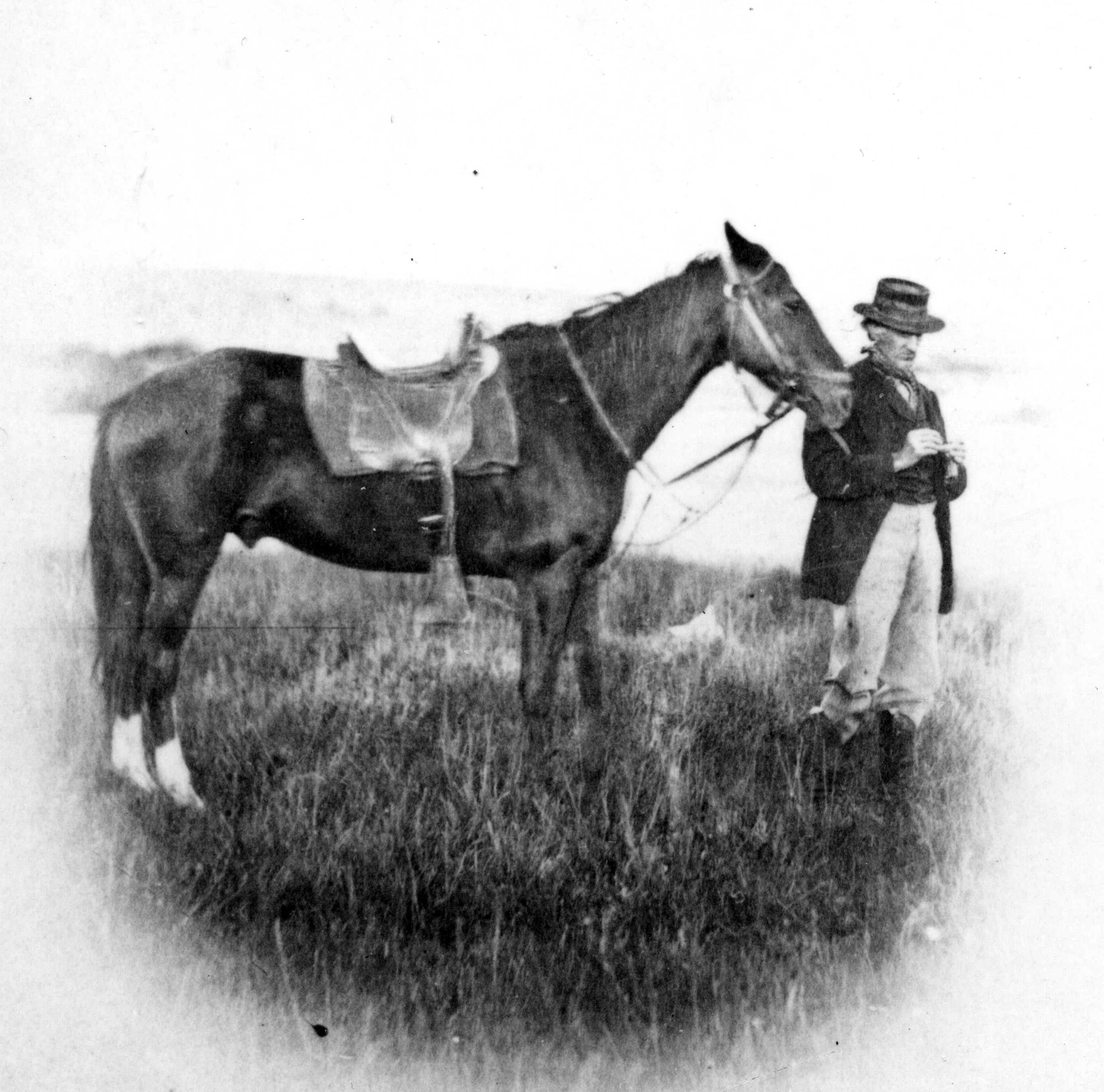
Cyrus Thomas, durante su recorrido del oeste estadounidense

Thomas nació en Kingsport (Tennessee). Estudió leyes, profesión que ejerció hasta 1865. En ese mismo año comenzó su desempeño como ministro del culto evangelista luterano. En 1869 se unió a la expedición de Ferdinand Vandeveer Hayden, quien organizó un grupo de carácter científico para explorar las Montañas Rocallosas. Thomas actuaba como entomólogo durante la expedición que a la postre creó el ahora famoso Yellowstone National Park.
En 1873 Thomas fue nombrado profesor de ciencias naturales en la Universidad del Sur de Illinois que le dio un foro público para expresar sus ideas. En 1879 fue también nombrado entomólogo del estado de Illinois.

## Obra
Durante sus años en la universidad de Illinois, Thomas también estudió arqueología de los pueblos indígenas de América. En la década de 1890 participó en desvirtuar la entonces común teoría de que los Constructores de montículos habían sido una raza diferente a la de los indígenas que entonces habitaban el territorio norteamericano y no sus ancestros. A pesar de esto, también llegó a la conclusión equivocada de que tales montículos, habían sido construidos después de la llegada de los europeos a Norteamérica.
También realizó estudios sobre los jeroglíficos mayas y en este caso supuso acertadamente el carácter ideográfico de los mismos, como Yuri Knórozov habría de reconocer durante su proceso de desciframiento ya entrado el siglo XX.
Thomas también escribió sobre climatología, un campo científico totalmente nuevo en su época, y aunque sus ideas han sido ahora desvirtuadas, contribuyó con ellas a la expansión del movimiento colonizador del oeste americano, ya que sostenía que el cultivo agronómico de las tierras nuevas sería seguido necesariamente por cambios climatológicos que atraerían lluvia y condiciones más benignas para los cultivos (Rain follows the plow en inglés).

### Libros
- 1905. Prehistoric North America. Con W. J. McGee. Vol. 19 de The History of North America. 485 pp.

- 1903. The Indians of North America in Historic Times. Con W. J. McGee. Vol. 2 de History of North America. 464 pp.

- 1903. The Rev. John: and a few philanthropists. Editor John Lovell & Son, 492 pp. Reimpreso por BiblioBazaar, 2010, 500 pp. ISBN 1177960745

- 1903. Are the Maya hieroglyphs phonetic?. Editor Judd & Detweiler, 270 pp.

- 1898. Introduction to the study of North America archaeology. Editor The Robert Clarke Co. 391 pp. Reimpreso por BiblioBazaar, 2010, 416 pp. ISBN 1176438646

- 1896. History of the counties of Argenteuil, Que., and Prescott, Ont: from the earliest settlement to the present. Editor J. Lovell & Son, 665 pp.

- 1890. The Cherokees in pre-Columbian times. Nº 4 de Fact and theory papers. Editor N.D.C. Hodges, 97 pp.

- 1888. Aids to the study of the Maya codices. Vol. 6, Parte 3 de Annual report, US Bureau of Am. Ethnology. Editor U.S. Govt. Print. Off. 1888. 119 pp.

- 1880. The frontier schoolmaster: the autobiography of a teacher, an account not only of experiences in the school room but in agricultural, political, and military life, together with an essay on the management of our public schools. Editor Printed by John Lovell, 465 pp.

- 1873. Synopsis of the Acrididae of North America. Editor U.S. Gov. Print. Office, 262 pp.

- La abreviatura «C.Thomas» se emplea para indicar a Cyrus Thomas como autoridad en la descripción y clasificación científica de los vegetales.[2]

La abreviatura Thomas también se emplea para indicar al personaje como autoridad en la descripción y taxonomía en zoología.